# Casa Joan Gabriel
La casa Joan Gabriel és un edifici situat al carrer d'Avinyó, 44 i d'en Carabassa, 7 de Barcelona, catalogat com a bé cultural d'interès local. Actualment allotja l'Espai Ferrer i Guàrdia, un ateneu d'entitats gestionat per la fundació del mateix nom.

## Història
Va ser feta construir el 1772 per l'advocat Joan Gabriel i Parés. El 1823, el seu fill del mateix nom va demanar permís per a emblanquinar la tanca del jardí del carrer d'en Carabassa, i novament l'any següent per a reconstruir el pont sobre el carrer, que es trobava en mal estat.
Posteriorment, la propietat va passar a mans del notari Josep Falp i Robert. A la seva mort el 1883, fou heretada per la seva filla Josepa Falp i Torrents, que el 1899 va demanar permís per a emblanquinar la paret del jardí.
L'any 1995 es va realitzar un projecte de reforç estructural de les plantes baixa, primera i segona, i la instal·lació de l'ascensor.

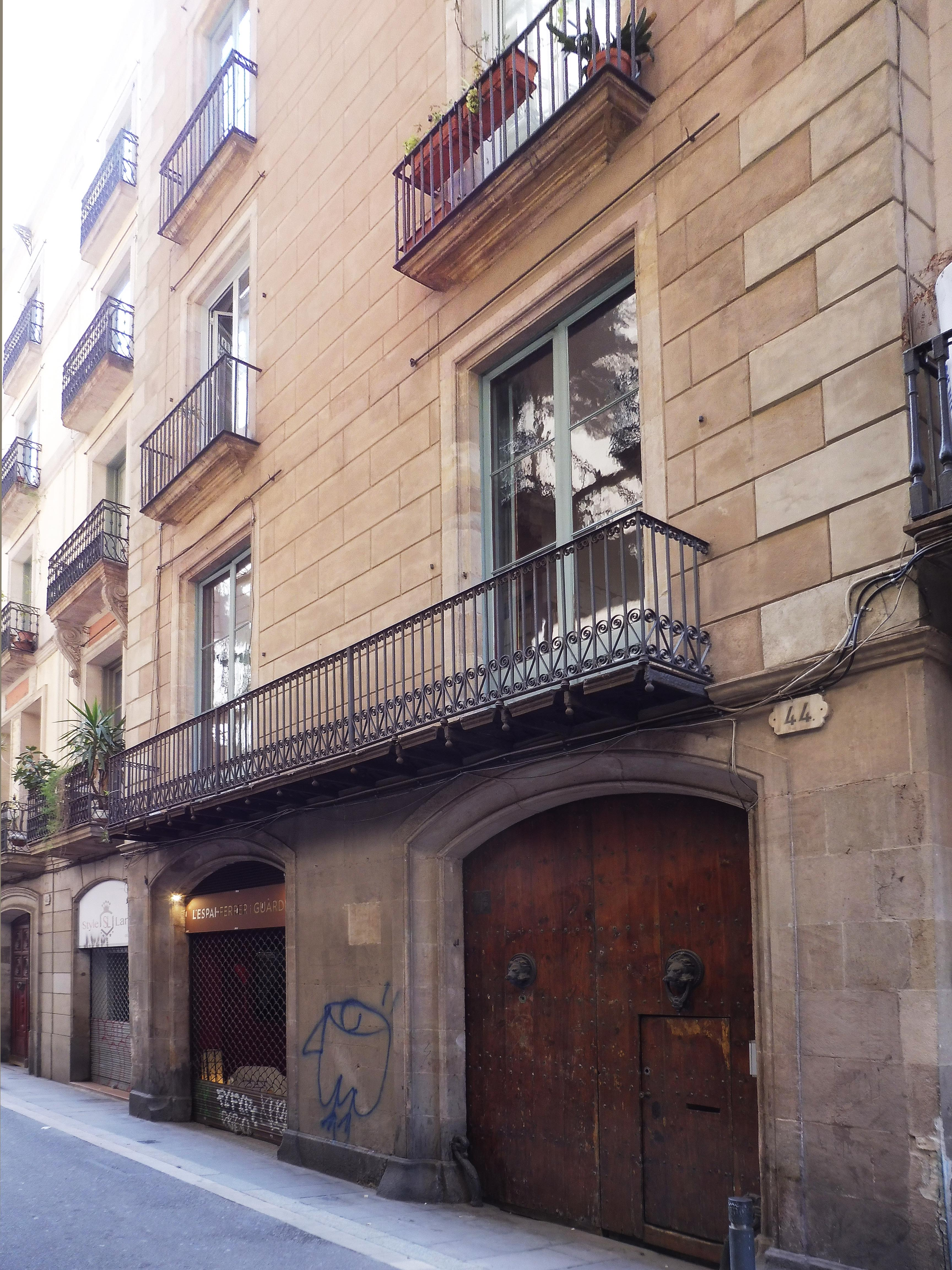
Façana del carrer d'Avinyó

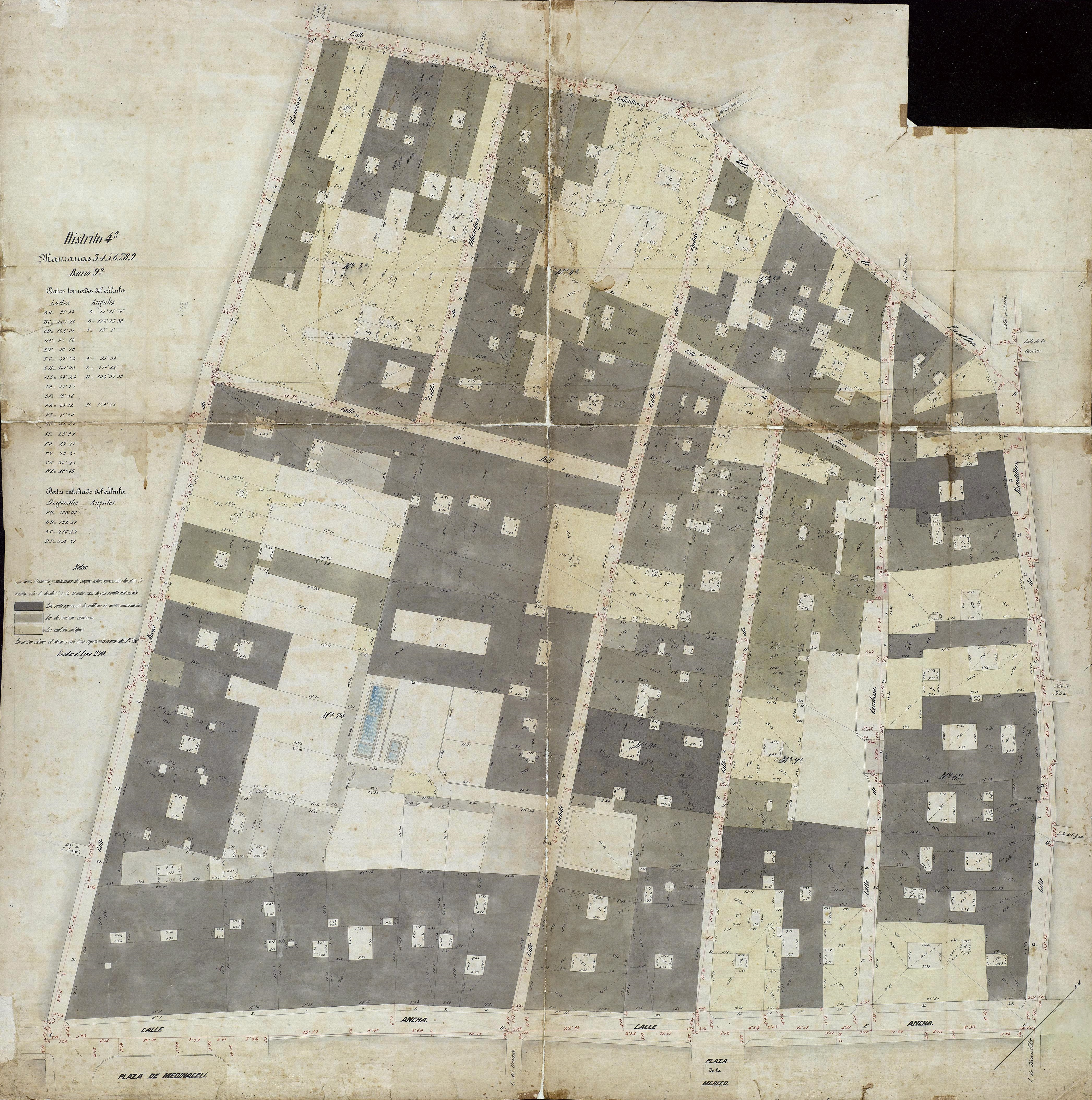
Quarteró núm. 113 de Garriga i Roca (c. 1860)

## Descripció
Consta de planta baixa i quatre pisos. La façana del carrer d'Avinyó consta de dos eixos simètrics verticals d'obertures i el parament està recobert per un arrebossat que imita carreus. La planta baixa s'obre al carrer per mitjà de dos grans portals d'arcs escarsers emmarcats per parament de pedra motllurada. El primer pis es corresponia amb la planta noble de la finca i presenta un balcó corregut, i la resta, balcons individuals amb volada decreixent amb l'alçada. El coronament té una cornisa motllurada.
S'accedeix a l'interior a través de la portalada situada a la dreta. Un ampli vestíbul dona pas al pati de la casa, al voltant del qual s'organitzen els recorreguts i les dependències de la finca. Cal destacar d'aquest pati l'escala que es desenvolupa fins a la planta noble adossada a tres de les façanes del pati. Aquesta escala, coberta per una galeria arquejada de voltes inclinades, s'inicia amb un curiós capitell penjat sense el sosteniment de cap columna.
La façana del carrer d'en Carabassa incorpora a partir de la primera planta uns esgrafiats del segle xviii, ornats amb motius campestres relacionades amb la verema i florals. Els balcons responen a la tipologia de balcó d'aquesta època, tot consistint a ancorar una estructura metàl·lica en voladís, on es disposa un paviment de rajoles i una barana de ferro que combina els barrots llisos amb d'altres helicoidals. De l'angle meridional de l'edifici surt un petit pont que creua a l'altura del primer pis l'estret carrer, fins a un pati rectangular que es fa servir de terrassa i magatzem de l'edifici. A mitja alçada hi ha un magnífic rellotge de sol del 1775, restaurat (com la resta de la façana) el 2005.